# Trophée John-Agro
Le trophée John-Agro est décerné chaque année au joueur qui est considéré le meilleur dans les unités spéciales de la Ligue canadienne de football (LCF). Deux joueurs sont en compétition pour ce titre, l'un représentant la division Est, l'autre la division Ouest. Le gagnant est choisi par les joueurs de la LCF.
Le trophée est nommé en l'honneur de John Agro, un avocat de Hamilton (Ontario) qui représentait plusieurs joueurs des Tiger-Cats et qui a cofondé en 1965 l'Association des joueurs de la Ligue canadienne de football dont il a été le conseiller juridique jusqu'en 1974.

## Lauréats
Pour la signification des abréviations, voir Glossaire des positions au football canadien.
- 1999 - Jimmy Cunningham (en) (DO), Lions de la Colombie-Britannique
- 2000 - Albert Johnson (en) (RÉ), Blue Bombers de Winnipeg
- 2001 - Charles Roberts (en) (DO), Blue Bombers de Winnipeg
- 2002 - Corey Holmes (en)(DO), Roughriders de la Saskatchewan
- 2003 - Bashir Levingston (en) (RÉ), Argonauts de Toronto
- 2004 - Keith Stokes (RÉ), Blue Bombers de Winnipeg
- 2005 - Corey Holmes (en) (DO), Roughriders de la Saskatchewan
- 2006 - Sandro DeAngelis (en) (B), Stampeders de Calgary
- 2007 - Ian Smart (en) (DO), Lions de la Colombie-Britannique
- 2008 - Dominique Dorsey (en) (DO), Argonauts de Toronto
- 2009 - Larry Taylor (RÉ), Alouettes de Montréal
- 2010 - Chad Owens (RÉ), Argonauts de Toronto
- 2011 - Paul McCallum (en) (B), Lions de la Colombie-Britannique
- 2012 - Chris Williams (en) (RÉ), Tiger-Cats de Hamilton
- 2013 - Rene Paredes (en) (B), Stampeders de Calgary
- 2014 - Swayze Waters (en) (B), Argonauts de Toronto
- 2015 - Brandon Banks (RÉ) Tiger-Cats de Hamilton
- 2016 - Justin Medlock (en) (B), Blue Bombers de Winnipeg
- 2017 - Roy Finch (en) (DO), Stampeders de Calgary
- 2018 - Lewis Ward (en) (B), Rouge et Noir d'Ottawa
- 2019 - Frankie Williams (en) (SRB), Tiger-Cats de Hamilton
- 2020 - Saison annulée
- 2021 - DeVonte Dedmon (en) (SRB), Rouge et Noir d'Ottawa
- 2022 - Mario Alford (en) (SRB), Roughriders de la Saskatchewan[3]
- 2023 - Javon Leake (en) (SRB), Argonauts de Toronto[4]
- 2024 - Janarion Grant (en) (SRB), Argonauts de Toronto[5]

## Finalistes
Le finaliste est celui des deux représentants de divisions qui n'a pas remporté le trophée.
Pour la signification des abréviations, voir Glossaire des positions au football canadien.
- 2002 - Keith Stokes (RÉ), Alouettes de Montréal
- 2003 - Wane McGarity (RÉ), Stampeders de Calgary
- 2004 - Jason Armstead (RÉ), Renegades d'Ottawa
- 2005 - Noel Prefontaine (BD), Argonauts de Toronto
- 2006 - Noel Prefontaine (BD), Argonauts de Toronto
- 2007 - Dominique Dorsey (DO), Argonauts de Toronto
- 2008 - Sandro DeAngelis (B), Stampeders de Calgary
- 2009 - Jason Arakgi (SEC), Lions de la Colombie-Britannique
- 2010 - Yonus Davis (DO), Lions de la Colombie-Britannique
- 2011 - Chad Owens (RÉ), Argonauts de Toronto
- 2012 - Tim Brown (DO), Lions de la Colombie-Britannique
- 2013 - Marc Beswick (DC), Tiger-Cats de Hamilton
- 2014 - Lirim Hajrullahu (B), Blue Bombers de Winnipeg
- 2015 - Rene Paredes (B), Stampeders de Calgary
- 2016 - Brandon Banks (RÉ) Tiger-Cats de Hamilton
- 2017 - Diontae Spencer (RÉ) Rouge et Noir d'Ottawa
- 2018 - Ty Long (B) Lions de la Colombie-Britannique[6]
- 2019 - Mike Miller (en) (CA/US), Blue Bombers de Winnipeg
- 2020 - Saison annulée
- 2021 - Rene Paredes (B), Stampeders de Calgary
- 2022 - Chandler Worthy (en) (RÉ), Alouettes de Montréal[3]
- 2023 - Sean Whyte (en) (B), Lions de la Colombie-Britannique[7]
- 2024 - Sean Whyte (B), Lions de la Colombie-Britannique[8]